# Vonešovy sady
Vonešovy sady, dříve též Sady Vítězslava Nováka, jsou park v Hradci Králové, který se nachází mezi řekou Orlicí, areálem TJ Slavia, Starou nemocnicí a Nezvalovou ulicí. Jeho velikost je 5304 m² a vznikl v letech 1886–1887. V roce 2018 byly sady Vítězslava Nováka přejmenovány na původní název Vonešovy sady.

## Historie

### Před založením sadů
Na místě dnešního parku byli v červenci 1866 pohřbíváni vojáci, kteří byli dopraveni z bojiště do Hradce Králové, kde následně zemřeli.

### Vývoj sadů
Tento první královéhradecký veřejný park byl založen v letech 1886–1887 a rozšířen roku 1890, tehdy však ještě pod názvem Vonešovy sady. Jedním ze zakladatelů parku byl též Josef Votava (1882–1970), který byl roku 1908 jmenován vrchním zahradníkem města Hradce Králové. Kromě toho se podílel na vzniku Žižkových sadů, na rekonstrukci Jižních teras pod Kanovnickými domy, zakládal Seminářskou zahradu, účastnil se přebudování Jiráskových sadů, jež také udržoval, a části dnešních Šimkových sadů.
K další úpravě sadů došlo v roce 1894, opět v režii královéhradeckého okrašlovacího spolku. Roku 1955 byl park zbaven proschlých stromů, došlo k úpravě cestiček a doplnění lavičkami. Od 50. let nesl park název Sady Vítězslava Nováka. To již byla péče o park na bedrech města a zvláště byli využíváni místní občané v rámci „nepovinných“ brigád. Později byl park dlouhou dobu ponecháván svévolnému vývoji. Teprve v roce 2012 bylo jednáno o rekonstrukci tamní zeleně, k níž však dosud nedošlo a zůstalo jen u projektové dokumentace.

### Sady jako shromaždiště oslav a průvodů

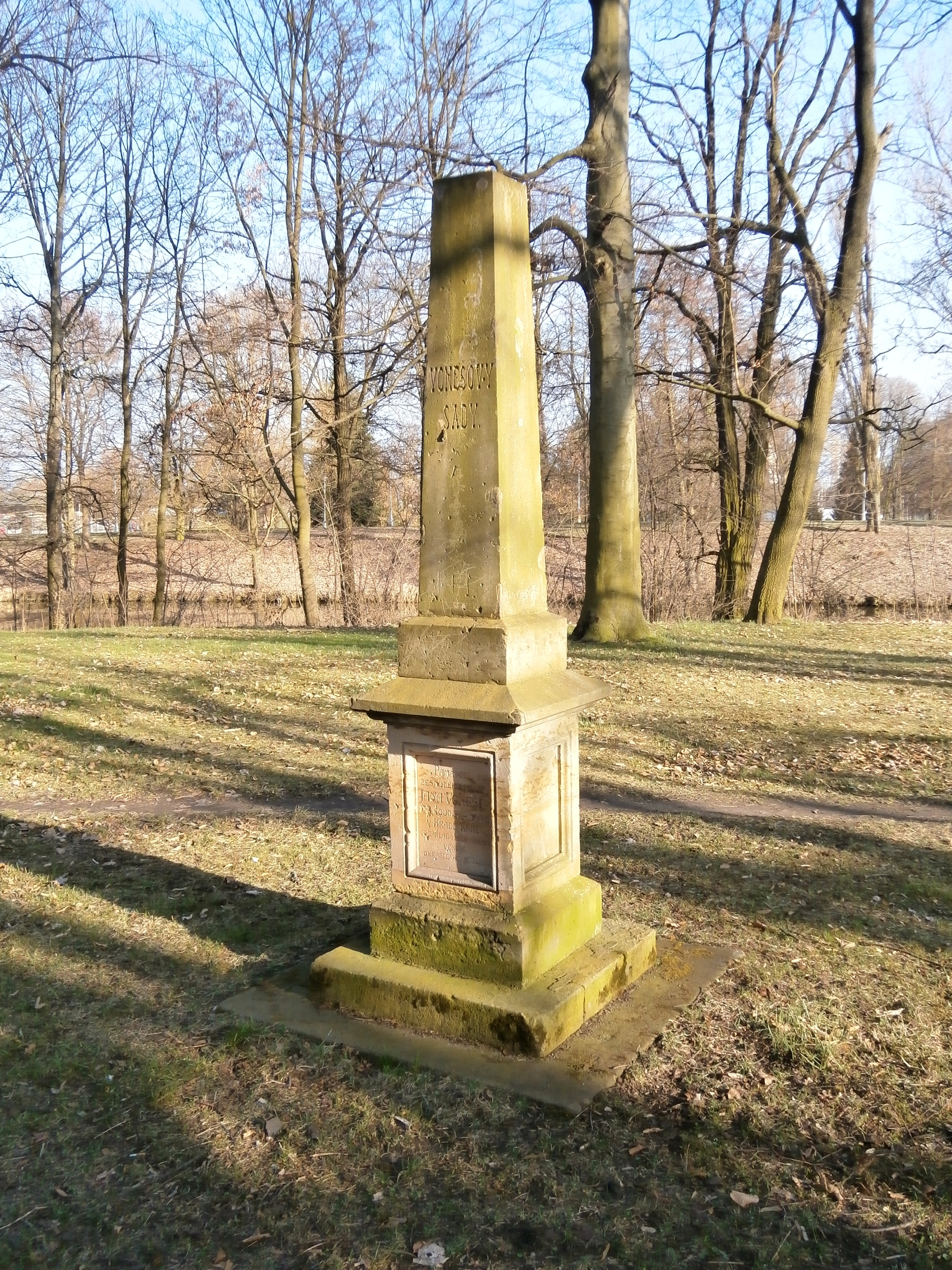
Pomník Janu Vonešovi

Vonešovy sady se do historie zapsaly tím, že byly známým seřadištěm různých průvodů a manifestací, zejm. v 10. a 20. letech minulého století, např. májové manifestace dělníků v roce 1912. Největší akce se zde však konala v souvislosti s V. sjezdem katolíků českoslovanských (29.–31. srpna 1909), protože zde měli seřadiště jeho odpůrci. 29. srpna se odtud vydala protiklerikální manifestace směrem k sadům na Střelnici, kde promluvil dr. Klumpar, redaktor Kunte, dr. Smetal, dr. Loskot, dr. Felix a dr. Erban.

## Pomník Janu Vonešovi
V parku je od jeho založení umístěn jehlanovitý pomník Janu Vonešovi, zakladateli královéhradeckého okrašlovacího spolku, který zemřel 6. července 1888 (uvádí se též rok 1880, ale jedná se o tiskovou chybu). Byl vztyčen k „památce zesnulého pana Jana Voneše, soud. tajemníka v Hradci Král., co zakladatele svého. Věnuje Okrašlovací spolek“. V horní části pomníku je nápis: „Vonešovy sady“.

### Jan Voneš
Jan Voneš (1841– 6. července 1888) byl sekretářem krajského soudu v Hradci Králové. Patřil mezi zakladatele místního okrašlovacícho spolku (plným názvem Spolek pro okrašlovaní a ochranu domoviny v Hradci Králové) a od vzniku v roce 1885 (též se udává rok 1884) až do smrti byl jeho předsedou. Za tu dobu vysázel spolek 6 000 stromů.